# Murdock (Minnesota)
Murdock é uma cidade localizada no estado americano de Minnesota, no Condado de Swift.

## Demografia
Segundo o censo americano de 2000, a sua população era de 303 habitantes.
Em 2006, foi estimada uma população de 284, um decréscimo de 19 (-6.3%).

## Geografia
De acordo com o United States Census Bureau tem uma área de
1,5 km², dos quais 1,5 km² cobertos por terra e 0,0 km² cobertos por água. Murdock localiza-se a aproximadamente 332 m acima do nível do mar.

## Localidades na vizinhança
O diagrama seguinte representa as localidades num raio de 20 km ao redor de Murdock.